# Daiki Kameda

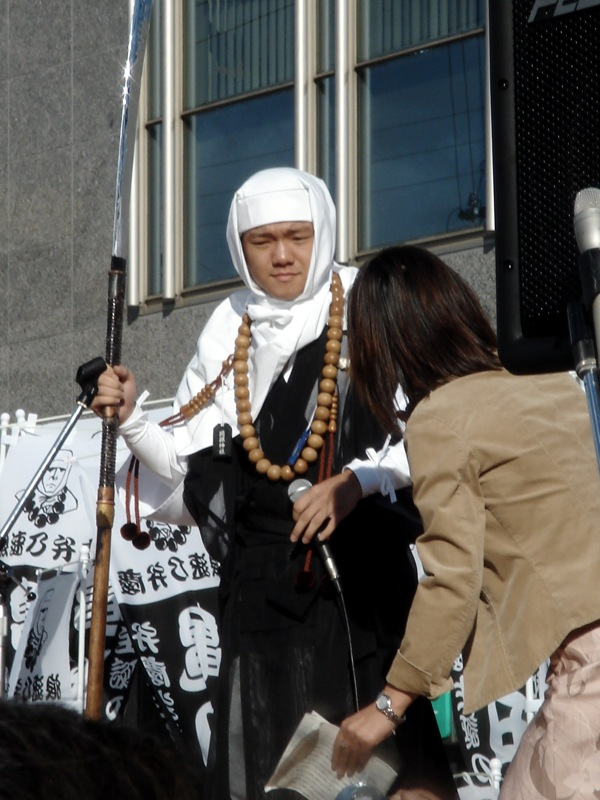
Daiki Kameda (2006)

Daiki Kameda (jap. 亀田 大毅, Kameda Daiki; * 6. Januar 1989 in Osaka, Japan) ist ein japanischer Boxer im Superfliegen- und Fliegengewicht.
Seine Brüder sind die Boxer Tomoki Kameda und Kōki Kameda.

## Profikarriere
Am 7. Februar 2010 boxte er im Fliegengewicht gegen Denkaosan Kaovichit um den Weltmeistertitel des Verbandes WBA und siegte durch einstimmige Punktrichterentscheidung. Diesen Gürtel verteidigte er insgesamt zwei Mal und hielt ihn bis zum darauffolgenden Jahr.
Am 3. September 2013 wurde er im Superfliegengewicht IBF-Weltmeister, als er Rodrigo Guerrero nach Punkten schlug. Diesen Gürtel verlor er im Titelvereinigungskampf im Dezember desselben Jahres an den WBA-Weltmeister Liborio Solís durch geteilte Punktentscheidung.